# Mappae Clavicula
Die Mappae Clavicula ist ein kunsttechnologischer Traktat, der in verschiedenen mittelalterlichen Handschriften ab dem frühen 9. Jahrhundert überliefert ist. Eine dieser Schriften ist in England oder der Normandie entstanden und in lateinischer Sprache geschrieben. Es übernimmt viele Rezepte aus dem Leidener Papyrus und dem Lucca-Manuskript. Der erste Teil befasst sich mit der Buchmalerei, der zweite mit Metallkunde, Alchemie und Kunsttechnik.